# Mahau Suguimati
Mahau Suguimati, född 13 november 1984, är en friidrottare från Brasilien. Han deltog vid olympiska sommarspelen 2008 och olympiska sommarspelen 2016.